# العلاقات البلغارية اللاتفية
العلاقات البلغارية اللاتفية هي العلاقات الثنائية التي تجمع بين بلغاريا ولاتفيا.

## مقارنة بين البلدين
هذه مقارنة عامة ومرجعية للدولتين:
| وجه المقارنة                                              | بلغاريا                                                                             | لاتفيا                                             |
| --------------------------------------------------------- | ----------------------------------------------------------------------------------- | -------------------------------------------------- |
| المساحة (كم2)                                             | 110.99 ألف                                                                          | 64.59 ألف                                          |
| عدد السكان (نسمة)                                         | 7.08 مليون                                                                          | 1.93 مليون                                         |
| الكثافة السكانية (ن./كم²)                                 | 63.79                                                                               | 29.88                                              |
| العاصمة                                                   | صوفيا                                                                               | ريغا                                               |
| اللغة الرسمية                                             | اللغة البلغارية                                                                     | اللغة اللاتفية                                     |
| العملة                                                    | ليف بلغاري                                                                          | يورو، لاتس لاتفي، الروبل اللاتفي ‏، الروبل اللاتفي ‏ |
| الناتج المحلي الإجمالي (بليون دولار)                      | 56.83 مليار                                                                         | 30.26 مليار                                        |
| الناتج المحلي الإجمالي (تعادل القوة الشرائية) بليون دولار | 130.99 مليار                                                                        | 49.24 مليار                                        |
| الناتج المحلي الإجمالي الاسمي للفرد دولار أمريكي          | 8.03 ألف                                                                            | 14.06 ألف                                          |
| الناتج المحلي الإجمالي للفرد دولار أمريكي                 | 17.21 ألف                                                                           | 23.55 ألف                                          |
| مؤشر التنمية البشرية                                      | 0.782                                                                               | 0.819                                              |
| رمز المكالمات الدولي                                      | +359                                                                                | +371                                               |
| رمز الإنترنت                                              | .bg، .бг ‏                                                                           | .lv                                                |
| المنطقة الزمنية                                           | ت ع م+02:00، ت ع م+03:00، أوروبا/صوفيا ‏، توقيت شرق أوروبا، توقيت شرق أوروبا الصيفي ‏ | ت ع م+02:00، ت ع م+03:00، أوروبا/ريغا ‏             |

## مدن متوأمة
في ما يلي قائمة باتفاقيات التوأمة بين مدن بلغارية ولاتفية:
- ترتبط تريافنا مع سيغولدا باتفاقية توأمة.
- ترتبط سفيشتوف مع لودزا باتفاقية توأمة منذ 31 مايو 2011.

## منظمات دولية مشتركة
يشترك البلدان في عضوية مجموعة من المنظمات الدولية، منها:
| علم المنظمة | اسم المنظمة                               | تاريخ انضمام بلغاريا | تاريخ انضمام لاتفيا |
| ----------- | ----------------------------------------- | -------------------- | ------------------- |
|             | الاتحاد الأوروبي                          | 2007                 | 1 مايو 2004         |
|             | وكالة ضمان الاستثمار متعدد الأطراف        | 23 سبتمبر 1992       | 21 أغسطس 1998       |
|             | الأمم المتحدة                             | 14 ديسمبر 1955       | 17 سبتمبر 1991      |
|             | الفريق المعني برصد الأرض                  | ?                    | ?                   |
|             | مركز تنسيق الحركة في أوروبا ‏              | ?                    | ?                   |
|             | منظمة حظر الأسلحة الكيميائية              | ?                    | ?                   |
|             | منظمة التجارة العالمية                    | 1 ديسمبر 1996        | 1999                |
|             | منظمة الشرطة الجنائية الدولية             | ?                    | ?                   |
|             | منظمة الأمن والتعاون في أوروبا            | 25 يونيو 1973        | 10 سبتمبر 1991      |
|             | حلف شمال الأطلسي                          | 29 مارس 2004         | 29 مارس 2004        |
|             | يونسكو                                    | 17 مايو 1956         | 9 يوليو 1951        |
|             | مجلس أوروبا                               | 7 مايو 1992          | ?                   |
|             | الاتحاد البريدي العالمي                   | ?                    | ?                   |
|             | البنك الدولي للإنشاء والتعمير             | 25 سبتمبر 1990       | 11 أغسطس 1992       |
|             | اتفاقية السماوات المفتوحة                 | ?                    | ?                   |
|             | الاتحاد الدولي للاتصالات                  | 18 سبتمبر 1880       | 11 ديسمبر 1921      |
|             | مؤسسة التمويل الدولية                     | 22 يوليو 1991        | 29 سبتمبر 1993      |
|             | المنظمة الأوروبية لسلامة الملاحة الجوية   | 1997                 | 2011                |
|             | المركز الدولي لتسوية المنازعات الاستشارية | 13 مايو 2001         | 7 سبتمبر 1997       |
|             | مجموعة أستراليا                           | 2001                 | 2004                |
|             | مجموعة الموردين النوويين                  | ?                    | ?                   |

## وصلات خارجية
- موقع وزارة الخارجية البلغارية
- موقع وزارة الخارجية اللاتفية